# Dévadatta
Dévadatta (szanszkrit és páli: देवदत्त devadatta; szingaléz: දේවදත්ත; burmai: ေဒဝဒတ္; thai: เทวทัต Thewathat; kínai: 提婆達多; japán: 提婆達多 Daibadatta; vietnámi: Đề-Bà-Đạt-Đa) a hagyományok szerint buddhista szerzetes volt, a történelmi Buddha unokatestvére, Ánanda testvére, a Buddha egyik legjelesebb tanítványa. Úgy tartják, hogy a sákják családjához tartozó Dévadatta elhagyta Buddhát 500 másik szerzetessel együtt, hogy saját szanghát alkossanak.

## Nevének jelentése
A Dévadatta név jelentése páli és szanszkrit nyelven istenadta (mint a latinban a Deodatus, Deusdedit, amelyek jelentése hasonló). A déva szó tő és a da (adni) ige datta melléknévi igenév speciális szanszkrit szóösszetételéből keletkezett (tatpurusa). A hindu vallás legszentebb könyvében, a Bhagavad-gítában, Ardzsuna használ egy kagylóhéjat a Kuruksetra melletti csatatéren, amelynek a neve devadatta.  A Dévadatta név ma is használatos Indiában.

## Tudományos vizsgálata

### Mahászánghika vinaja kutatások
Andrew Skilton szerint modern tudományos körökben egyetértenek abban, hogy a legősibb buddhista vinaja a mahászánghika vinaja. Reginald Ray szerint a mahászánghika vinaja megemlíti Dévadatta személyét, de más módon mint a Szthavira ág vinajái. A tanulmány szerint a legkorábbi vinajában Devadatta csupán egy buddhista szent, aki a szerzetesek számára nagyon szigorú életet képzel el. Emiatt Ray szerint Devadatta története csak egy legenda, amit a szthavira csoport hozott létre. Ugyanezeket az anyagokat vizsgálta Bhikkhu Szudzsato is, aki szerint Dévadatta alakja a mahászánghika vinajában és más vinajákban megegyezik. Eltérést csupán a mahászánghika minimalista irodalmi stílusa miatt lehet érzékelni. Szudzsato szerint ugyanez a vinaja Dévadattát egyértelműen bűnözőként mutatja be, éppen ahogy  a lokottaraváda korai buddhista iskola Mahávasztu szövegeiben.

### Az Indiába látogató kínai zarándokok feljegyzéseiben
Fa-hszien és egyéb kínai zarándokok, akik Indiába látogattak az első évszázadokban rendre feljegyezték a Dévadatta követőinek, a "gotamaka" buddhistáknak létezését. A gotamakákat szintén megemlítik az ötödik századi páli szövegek is. Dévadatta követői ezek alapján tisztelték a történelmi Buddha előtti összes buddhát, de Sákjamuni Buddhát nem. Fa-hszien, Hszüan-cang és Ji csing szerzetesek szerint a korabeli Indiában néhányan hasonló hagyományokat őriztek és a buddhistákkal megegyező könyvet használtak. Azonban nem Sákjamuni Buddhát éltették, hanem korábbi buddhákat. Ebből a szektából sokan Nálanda tanításait követték, de sokak szerint ők nem Dévadatta tanítványai voltak. Bodh-Gajában ma is sokan tartják magukat Dévadatta követőinek.

## A théraváda buddhizmusban
A théraváda Vinaja-pitakában a Csullavagga hetedik fejezete a Dévadatta általi hitszakadással foglalkozik, hogy Dévadatta hogyan hagyta el Buddha család- és klántagjaival együtt a szanghát. Az első évben természetfeletti fizikai képességre tett szert, de még nem használta. Legelőször a Magadhan trón hercegét környékezte meg – egy kígyóbőrbe öltözött kisfiú képében – azzal, hogy őt kövesse a Buddha helyett. Adzsátaszattu bőkezű felajánlásokat tett Dévadattának, akit teljesen eltöltött saját becsessége és úgy érezte, hogy valójában neki kellene vezetnie a szanghát. Akkor sem változtatta meg véleményét, amikor rájött, hogy elveszítette fizikai képességeit.
Buddha intette őt, hogy ezek a felajánlások csak el fogják pusztítani Dévadattát. Dévadatta viszont arra kérte a Buddhát, hogy az vonuljon vissza és hadd vezethesse ő a szanghát. Buddha azt felelte, hogy még Száriputtának vagy Maudgaljájanának sem adta át a szangha irányítását, akkor neki főleg nem fogja, mert ő olyan mint egy hányás köpet. Buddha figyelmeztette a többi szerzetest, hogy Dévadatta állapota leromlott.
A haragos Dévadatta felkereste Adzsátaszattut és arra kérte, hogy ölje meg édesapját, a jóságos Bimbiszára királyt, amíg ő megöli Buddhát. A király rájött azonban a tervre és átadta a hercegnek önszántából az országa irányítását. Adzsátaszattu katonákat adott Dévadattának, aki azt a parancsot adta nekik, hogy öljék meg Buddhát. A Buddhára támadó katonák ehelyett mind Buddha követőivé váltak.

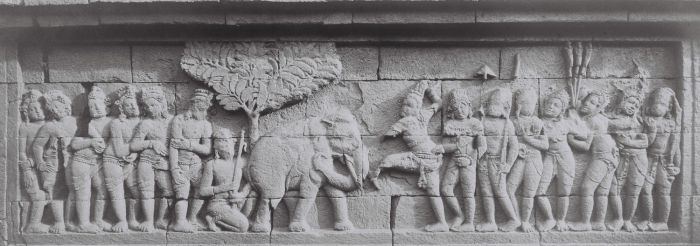
Devadatta megöli az elefántot

Ezután Dévadatta saját kezével próbálta megölni Buddhát, úgy, hogy a magasból kősziklát gurított rá, miközben Buddha a hegy lankáin sétált. Mivel ez sem sikerült, Dévadatta egy Nálágiri névre hallgató megrészegített elefántot küldött az alamizsnáját éppen gyűjtögető Buddhára. Azonban Buddha szerető kedvességének ereje lecsillapította az elefántot.
Ezután döntött úgy Dévadatta, hogy szakít a szanghával és összegyűjtött szerzeteseket és azzal győzködte őket, hogy menjenek az erdőbe élni, éljenek kizárólag alamizsnából, csak eldobott ruhákat viseljenek és semmilyen halat vagy húst ne fogyasszanak. Azzal vádolta Buddhát, hogy luxusban és bőségben él és új szabályokat hirdetett. Buddha ugyan elfogadta, hogy aki szeretne tegyen a szabályok szerint, viszont nem volt hajlandó kötelezővé tenni azokat. Végül mintegy 500 szerzetes tette le Dévadattánál az új fogadalmat (pátimokkha), amely által létrejött egy új szangha.
Buddha elküldte két legfőbb tanítványát, Száriputtát és Maudgaljájanát, hogy hozzák vissza az eltévelyedett fiatal szerzeteseket, akiknek ez sikerült is.
Buddha ezután éltette a két szerzetest és Dévadatta végzetéül a Niraja polkot jelölte meg. Röviddel ezután Dévadatta állítólag tényleg abba a pokolba került.

## A mahájána buddhizmusban

### Lótusz szútra
Stone és Teiser szerint Dévadattát jól ismerték a korai szútrák olvasói. Ő volt a gonosz tettek megtestesítője. A mahájána buddhizmushoz tartozó Lótusz szútra 12. fejezetében Buddha azt meséli, hogy az előző életében Dévadatta egy szent tanító volt, aki elindította őt az úton. Továbbá azt mondja, hogy Dévadattából egy nap Buddha fog válni:
Az Amitájur-Dhjána-szútrában Devadatta meggyőzte Adzsátasatrut, hogy ölje meg saját apját, Bimbiszára királyt és foglalja el a trónt. Adzsátasatru követi a tanácsot, és ez a cselekedet (bár végül nem öli meg az apját, csak letaszítja a trónról) később megakadályozza őt abban, hogy később elérje a folyamba lépett szintet, amikor Buddha tanításait hallgatja.  Ugyanezt megerősíti a Dígha-nikája (DN 2) Számannaphala-szutta.